# За Павших
«За Павших» (англ. «To the Lost») — двенадцатый эпизод второго сезона телесериала канала HBO «Подпольная империя» и финал сезона, премьера которого состоялась на канале HBO 11 декабря 2011 года. Сценарий написан автором сериала Теренсом Уинтером, а режиссёром стал Тим Ван Паттен, оба являются исполнительными продюсерами.
Эпизод получил широкую похвалу от критиков, включая за выступление Майкла Питта и сценарий Теренса Уинтера.

## Сюжет
Джимми Дармоди пытается загладить вину за своё предательство Наки Томпсона, зная, что Наки никогда не простит его. При помощи Ричарда Хэрроу, он заканчивает забастовку, похитив членов Ку-клукс-клана, ответственных за налёт на склад Мелка Уайта, и доставляя их к Мелку, вместе с компенсацией для семей людей, убитых при налёте. Джимми просит Мелка организовать встречу с Наки. На встрече, он говорит, что он хочет сделать всё правильно, объясняет свои причины измены и спрашивает, что он может сделать, чтобы помочь Наки. Наки требует понимания в покушении на убийство и Джимми возлагает вину на Илая. Наки просит саботировать судебное дело против него, которое включает обвинения в фальсификации выборов и убийство Ганса Шрёдера. Джимми уничтожает волю Коммодора для гарантии, что он унаследует его имение. Джимми осторожно проверяет, что имение перейдёт к его собственному сыну в случае его смерти. Джимми не удаётся убедить его сообщников для обвинения Илая вместо Наки, так что он и Хэрроу заставляют Нири, под дулом пистолета, написать показания, вовлекающие Илая, прежде чем подстроить его смерть как самоубийство.
Микки Дойл устраивает встречу между Наки и Мэнни Хорвицом; Мэнни предлагает объединиться, чтобы убить Джимми. Наки обеспокоен тем, что Маргарет Шрёдер будет свидетельствовать против него. Маргарет встречается с прокурором Эстером Рэндольфом и взвешивает свои варианты. Наки делает предложение Маргарет, признавая, что он просит её спасти его жизнь. Когда она видит, как Наки ухаживает за её дочерью Эмили, которая всё ещё оправляется от полио, она соглашается выйти за него замуж до суда.
Судья назначает судебное разбирательство по поводу смерти Нири и отрекается от других свидетельских показаний. Конгресс объявляет о своём намерении поставлять дорожные финансирования, которые ему нужны для прибыли от своих инвестиций на участке земли между Атлантик-Сити и Филадельфией, который Наки планирует использовать для прибыльной строительной сделки. Он просит Маргарет подписать для него, теперь, когда угроза конфискации активов была снята. Джимми проводит день, отводя сына на пляж и выпивая с Хэрроу, рассказывая военные истории. Наки приближается к Илаю и убеждает его признать себя виновным в обвинениях с обещанием минимального тюремного срока, не давая им выйти не поверхность. Илай врёт Наки, заявляя, что он не участвовал в планировании покушения. Лаки Лучано приближается к Арнольду Ротштейну, относительно распространения героина. Наки звонит во время встречи, чтобы попросить у Ротштейна разрешения убить Мэнни, но говорит, что не уверен, что он так и сделает. Наки звонит Джимми и договаривается встретиться с ним у Мемориала войны Атлантик-Сити, утверждая, что он захватил Мэнни. Джимми настаивает на том, что надо одним и безоружным, правильно предсказывая, что Наки планирует убить его. Он принимает свою судьбу, объявляя, что он действительно умер в окопах во время Первой мировой войны, и пытается говорить с Наки во время процесса. Наки стреляет ему в лицо, но поначалу не убивает его наповал. Стоя над смертельно раненым Джимми, Наки прохладно провозглашает: "Я не ищу прощения." Затем он стреляет ещё раз, убивая Джимми. Когда он умирает, Джимми вспоминает себя, идущего в атаку под Верденом во время войны.
На следующее утро, Наки врёт Маргарет о своём местонахождении, и о своей причастности к убийству, утверждая, что Джимми повторно пошёл в армию. Затем он выезжает, чтобы встретиться со своими земельными покупателями, чтобы отметить их новое состояние, пока Маргарет, без ведома Наки, отдаёт землю своему округу.

## Производство
Таким образом, это действительно служит рассказыванию истории с таким размахом. Другим образом, вы даёте динамитную шашку главному персонажу и большей части сюжетной арки первых двух сезонов. Джимми, очевидно, один из основных персонажей сериала. Для меня, это вызов тому, что мы делаем. Ладно, и куда мы теперь пойдём отсюда? Вы представляете новых людей, новые конфликты и жизнь продолжается оттуда. Это попеременно страшно и интересно одновременно.
Когда создатель сериала Теренс Уинтер и другие сценаристы «Подпольной империи» замышляли сюжетную линию второго сезона, они решили, что Наки должен переступить черту. "Как только мы начали строить сезон, когда мы были честными с самими собой, мы сказали, если идея заключалась в том, чтобы привести Наки из (Джимми говорит ему) "Ты больше не можешь быть наполовину гангстером" к точке, где он пересекает черту и сам вовлечён в гангстерское поведение," - он говорит. Они боролись с идеей убийства персонажа Питта. "Как только мы начали приходить к этому выводу, было столько хороших месяцев, где мы действительно боролись с этим, спрашивая: 'Можно ли как-нибудь по-другому? Может ли он убить кого-нибудь ещё? Спустить Джимми с крючка?' И честный ответ оставался тем же: 'Нет, это оно,'" - он добавил. В конце концов, сюжетная линия была проработана для писателей, и как сказал Уинтер: "Просто учитывая факт того, чем является эпизодическое телевидение, зрители в таком унисоне с ритмом вещей: Ладно, хорошо, они никогда не убьют основного персонажа. Если это произойдёт, то это произойдёт в пятом сезоне." Он говорил об инцестной сцене из предыдущего эпизода: "Она пришла к нам, когда было производство первого сезона. Разглядывая в моей памяти как развивался персонаж Джиллиан, я знал, что я хотел, чтобы его мать была танцовщицей, так что если она танцовщица, ей не может быть 50 лет, она должна быть моложе. Так что она молодая женщина, и она должна была родить его, когда она была ребёнком. Почему бы нам не подтолкнуть настолько, насколько можем, она родила его, когда ей было 13 лет. И если она сама была ребёнком, у них сложились бы странные отношения; он возможно вырос в танцевальных залах, и вокруг было полно обнажённых танцовщиц, видел свою мать обнажённой миллион раз. Это просто было странное детство для этого парня." По поводу сюжетной линии Маргарет, Уинтер говорил об ощущениях Маргарет быть "обманутой" Наки и его постоянной ложью: "Это не просто Джимми. Я думаю, почувствовала себя совершенно обманутой. Как только Наки вернулся домой и сказал, что Джим Нири покончил с собой, она была на этой дороге. Я думаю, что она приняла решение в этот момент, что этот парень никогда не изменится. Вся глупая история о Боге и семье - это не то, что она не верит, что он любит её и детей, потому что он любит, но в плане того, что он изучает любой урок или изменение в любом случае, я думаю, она знает, что всё почти так же, если не хуже." Он продолжил: "Вещь с Джимми в конце просто перекрывает для неё всё, она знает, что он абсолютно лживый, и что Джимми не присоединился к армии. И отдавая эту землю, как знак свыше, все долги выплачиваются Богу." Уинтер также подшутил, что Ван Алден вернётся в Сисеро, где Аль Капоне пришёл к власти.

## Реакция

### Реакция критиков
"За Павших" получил широкую похвалу от телевизионных критиков.

### Награды
Тим Ван Паттен выиграл премию «Эмми» за лучшую режиссуру драматического сериала.